# 11421 Cardano
11421 Cardano eller 1999 LW2 är en asteroid i huvudbältet som upptäcktes den 10 juni 1999 av den italiensk-amerikanske astronomen Paul G. Comba vid Prescott-observatoriet. Den är uppkallad efter den italienske uppfinnaren och matematikern Girolamo Cardano.
Asteroiden har en diameter på ungefär 14 kilometer och den tillhör asteroidgruppen Themis.